# Leroy Resodihardjo
Leroy Gerald Resodihardjo (Leidschendam, 4 maart 1987) is een voormalig Nederlands profvoetballer van Indonesische afkomst die als middenvelder speelde. Resodihardjo beëindigde zijn profcarrière in 2013. In 2021 beëindigde hij ook zijn amateurcarrière. 

## Carrière
Resodihardjo maakte in de zomer van 2008 de overstap van amateurclub SVV Scheveningen naar de Haagse club. Oorspronkelijk werd hij als amateur vastgelegd, maar na in meerdere wedstrijden indruk te hebben gemaakt op trainer André Wetzel kreeg de middenvelder een driejarig contract aangeboden. Hij maakte zijn debuut in het betaald voetbal op 31 augustus 2008, in de met 5-2 gewonnen uitwedstrijd tegen Sparta Rotterdam. Hij werd na 81 minuten gewisseld ten gunste van Bogdan Milić.